# Cristilabrum buryillum
Cristilabrum buryillum é uma espécie de gastrópode  da família Camaenidae.
É endémica da Austrália.